# Autoroute A1 (Slovénie)
Pour les articles homonymes, voir A1 et Autoroute A1.
L'autoroute A1 (slovène : Avtocesta A1) est une autoroute slovène de 236,1 km allant de Šentilj (à la frontière autrichienne) à Koper via Maribor, Celje, Ljubljana et Postojna.

## Histoire
La construction de l'autoroute a commencé en 1970. La section Vrhnika - Postojna a été mse en service 1972. Il s'agit de la première section d'autoroute construite en Slovénie.
Le tableau suivant indique les dates d'ouverture des différentes sections de l'autoroute.
| Section                                 | Longueur | Ouverture              |
| --------------------------------------- | -------- | ---------------------- |
| Autriche - Šentilj                      | 1,2 km   | 18/9/1991              |
| Šentilj - Pesnica                       | 9,5 km   | 18/10/1996             |
| Pesnica - Slivnica                      | 20,9 km  | 22/5/2000 - 14/8/2009  |
| Slivnica - Fram                         | 2,6 km   | 16/11/1998             |
| Fram - Arja Vas                         | 51 km    | 21/7/1976 - 25/10/1996 |
| Arja Vas - Vransko                      | 20,9 km  | 19/9/1997              |
| Vransko - Blagovica                     | 16,8 km  | 12/8/2005              |
| Blagovica - Ljubljana-Šentjakob         | 20,3 km  | 1/7/2003               |
| Ljubljana-Šentjakob - Ljubljana-Malence | 10,7 km  | 27/8/1999              |
| Ljubljana-Malence - Ljubljana-Kozarje   | 7,5 km   | 28/10/1988             |
| Ljubljana-Kozarje - Vrhnika             | 12,4 km  | 21/9/1979              |
| Vrhnika - Postojna                      | 30,1 km  | 29/12/1972             |
| Postojna - Razdrto                      | 11,1 km  | 14/6/1974              |
| Razdrto - Čebulovica                    | 8,8 km   | 12/7/1995              |
| Čebulovica - Divača                     | 5,1 km   | 12/7/1995              |
| Divača - Kozina                         | 6,7 km   | 27/3/1998              |
| Kozina - Klanec                         | 4,8 km   | 24/11/2000             |
| Klanec - Srmin                          | 14,9 km  | 25/11/2004             |

## Parcours
- Autriche A9
- 1 : Šentilj
- 2 ( Échangeur entre A1 et H2) : Maribor-sever, Dravograd
- 3 ( Échangeur entre A1 et A5) : Pernica, Murska Sobota, Lendava, Budapest
- 4 : Maribor-vzhod, Zrkovci (en), Maribor-Pobrežje
- 5 : Maribor-center, Spodnji Duplek (en), Miklavž, Dogoše (en)
- 6 : Rogoza (en)
- 7 ( Échangeur entre A1 et A4) : Ptuj, Zagreb
- 8 : Fram (en)
- 9 : Slovenska Bistrica-sever
- 10 : Slovenska Bistrica-jug, Majšperk, Poljčane
- 11 : Slovenske Konjice, Poljčane
- 12 : Dramlje (en), Šentjur
- 13 : Celje-vzhod, Ljubečna (en), Zadobrova (en), Šentjur, Štore
- 14 : Celje-center, Krško, Zidani Most (en), Laško, Rimske Toplice (en)
- 15 : Celje-zahod
- 16 : Žalec, Dravograd, Slovenj Gradec, Velenje, Dobrna, Arja Vas (en)
- 17 : Šempeter (en), Polzela, Prebold
- 18 : Šentrupert, Gornji Grad, Mozirje
- 19 : Vransko, Kamnik, Snovik (en)
- 20 : Trojane, Trbovlje, Zagorje, Izlake (en)
- 21 : Blagovica, Krašnja (en)
- 22 : Lukovica, Prevoje (en), Krašnja, Prapreče (sl)
- 23 : Krtina (sl), Kranj, Kamnik, Dob, Moravče, Prevoje
- 24 : Domžale, Kranj, Kamnik, Snovik (en), Dob, Vir
- 25 : Ljubljana-Šentjakob, Ljubljana-Črnuče, Trbovlje, Litija, Dol pri Ljubljani
- 26 : Ljubljana-Sneberje, Ljubljana-Zadobrova
- 27 ( Échangeur entre A1 et H3) : Ljubljana-sever, Ljubljana-Nove Jarše, Industrijska cona Moste, Kranj, Villach
- 28 : Industrijska cona Moste
- 29 : Ljubljana-vzhod, Ljubljana-Zalog, Ljubljana-Polje, Ljubljana-Moste, Ljubljana-Fužine
- 30 : Ljubljana-Bizovik, Ljubljana-Sostro
- 31 ( Échangeur entre A1 et A2) : Grosuplje, Novo Mesto, Zagreb
- 32 : Ljubljana-jug, Kočevje, Škofljica, Lavrica (en)
- 33 : Ljubljana-Rudnik, Iška Vas (en), Ig
- 34 : Ljubljana-center, Ljubljana-Trnovo, Ljubljana-Mestni Log
- 35 : Ljubljana-zahod, Ljubljana-Vič
- 36 ( Échangeur entre A1 et A2) : Ljubljana-sever, Kranj, Villach
- 37 : Brezovica, Dobrova (en), Podpeč (sl)
- 38 : Vrhnika, Borovnica, Bistra, Horjul
- 39 : Logatec, Tolmin, Idrija, Cerkno, Žiri
- 40 : Unec, Cerknica, Rakek, Planina (en)
- 41 : Postojna, Pivka, Ilirska Bistrica, Rijeka
- 42 : Razdrto
- 43 ( Échangeur entre A1 et H4) : Nova Gorica
- 44 : Senožeče (en)
- 45 ( Échangeur entre A1 et A3) : Sežana-vzhod, Lipica, Trieste
- 46 : Divača
- 47 : Kozina (en), Podgrad, Ilirska Bistrica, Trieste, Rijeka
- 48 : Kastelec (en), Socerb (en)
- 49 : Črni Kal (en), Hrastovlje, Sočerga (en), Buzet, Osp (en)
- 50 ( Échangeur entre A1 et H5) : Dekani (en), Ankaran, Škofije (sl), Trieste

## Routes européennes
- E57
- E59
- E61
- E70